# Bataille de Șelimbăr
La bataille de Şelimbăr ou bataille de Sellenberk (allemand : Schellenberg; hongrois : Sellenberk; roumain : Şelimbăr) se déroula le 18 octobre 1599 entre l'armée transylvaine d'André Báthory (en hongrois : Báthory András) et l'armée valaque de Michel le Brave (en roumain : Mihai Viteazul) aidée de façon importante par des Sicules mécontents de la politique des Báthory. Cette bataille eut lieu aux abords du village de Sellenberk près de Nagyszeben (en allemand : Hermannstadt, en roumain : Sibiu).

## Contexte
Michel le Brave se rend en Transylvanie pour lutter contre les Ottomans. Les dirigeants voisins André Báthory en Transylvanie et Ieremia Movila en Moldavie sont alors sympathiques à la Pologne.
En 1598, Michel le Brave signe un traité de paix avec les Ottomans, mais la tension continue de régner entre les deux camps. Lorsque la Transylvanie tombe sous l'influence de la Pologne qui a conservé des relations amicales avec les Ottomans, la Valachie est cernée par cette alliance hostile. Seuls les Habsbourg sont alors prêts à s'allier avec Michel le Brave. Le traité, signé à Prague le 9 juin 1598, fait de la Valachie un État vassal. En échange, l'empereur Rodolphe s'engage à couvrir le coût de 5.000 mercenaires à la principauté. Le voïvode qui veut obtenir un passage vers son allié attaque la Transylvanie avec l'assentiment de l'empereur.
Il informe le peuple sicule qu'il s'attaque à la Transylvanie au nom de l'empereur Rodolphe et promet s'ils le rejoignent, que leurs libertés traditionnelles seront restaurées. Les Sicules rejoignent les forces de Michel en masse et composent près d'un tiers de son armée de 36 000 soldats.
Michel entre en Transylvanie par le col Buzău (en). Un autre corps d'armée valaque, composée de 6.000 guerriers de l'Olténie, dirigé par Radu Buzescu traverse les Alpes de Transylvanie par le col Turnu Roșu. La jonction entre les deux corps d'armée est faite le 16 octobre.

## La Bataille
Michel avait approximativement 40 000 hommes sous son commandement. Pourtant, beaucoup d'entre eux n'ont pas combattu, préférant rester dans le camp pour protéger les femmes et enfants des boyards qui les avaient rejoint dans cette campagne, craignant de possibles attaques Tatar en Valachie.
L'armée d'André Báthory comptait approximativement 30 000 hommes, mais durant la bataille nombre d'entre eux passèrent dans le camp de Michel, incluant les Sicules Hongrois qui méprisaient la famille régnante des Báthory. Les Valaques prirent le dessus dès le début de la bataille, mais furent rapidement repoussés par la charge des Hongrois Hussards. Les Transylvaniens conservaient une chance de remporter ce conflit, quand André Báthory refusa d'engager son arrière-garde dans la bataille, donnant l'opportunité aux Valaques de se regrouper. L'assaut résultant mené contre l'armée de Transylvanie fut un succès : André Báthory dut fuir le champ de bataille (seulement pour être assassiné plus tard), et Michel se dirigea avec son armée victorieuse vers la cité d'Alba Iulia (Gyulafehérvár), où la Diète le reconnut comme voïvode et gouverneur impérial.
Les pertes furent d'au moins 1 200 à 1 500 morts côté Transylvanien, et de 200 à 1 000 côté Valaque. Les habitants de Sibiu (Hermannstadt, Nagyszeben) ensevelirent les corps dans une tombe commune connue aujourd'hui sous le nom du Tertre de Michel le Brave.

## Conséquences
La victoire de Michel provoqua la toute première union des principautés de Valachie, Moldavie, et Transylvanie sous la bannière d'un dirigeant roumain.
Pourtant il faut bien préciser, que les gouvernements de Valachie et Transylvanie demeurèrent séparés, et que Michel n'a jamais tenté de rapprocher Valachie et Transylvanie, ni même d'interférer dans le système de gouvernement de cette dernière (Tiers-États). De plus, il invita également quelques Sicules et d'autres Hongrois de Transylvanie à participer à l'administration de la Valachie, car il souhaitait y transplanter le système féodal bien plus avancé de la Transylvanie.
Spécialement durant la période de l'éveil national Roumain, ses victoires furent interprétées comme la toute première unification du peuple Roumain, et Michel reste une figure du héros national de Roumanie.

### Source
- (en) Cet article est partiellement ou en totalité issu de l’article de Wikipédia en anglais intitulé « Battle of Șelimbăr » (voir la liste des auteurs).